# アレックス・デボン
アレックス・デボン ( Alex Debón Latorre, 1976年3月1日 - ) は、スペイン・バレンシア州カステリョン県ラ・ヴァイ・ドゥイショー出身のオートバイレーサー。2010年までロードレース世界選手権の中量級クラス(250cc、Moto2)で活躍した。

## 経歴
何度かのワイルドカード参戦を経験した後、2000年よりアプリリアを駆ってロードレース世界選手権250ccクラスにフル参戦を開始した。6年間戦ったが成績は伸び悩み、2006年からはアプリリアのテスト兼リザーブライダーを務めることになった。何戦かにワイルドカード枠から出場し、2006年のカタルーニャGPや2007年のチェコGPでは暫定ポールを獲得、2007年最終戦バレンシアGPでは自身初となる3位表彰台を獲得するなど力強い走りを見せ、2008年にはロータス・アプリリアチームからフル参戦復帰を果たした。
2008年開幕戦カタールGPでは自身初のポールポジションを獲得し、決勝でもトップを走行していたが、ファイナルラップのバトルに敗れて4位に終わった。
第5戦フランスGPではウェットコンディションでのスタートとなり、周りのライダーがインターミディエイトタイヤ等を選択する中、デボンはドライタイヤでスタートした。この作戦が大当たりとなり、ライバルが急速に乾く路面に苦しむ中、デボンは大きなリードを築き、グランプリ参戦112戦目にして初優勝を果たした。序盤のウェット路面をドライタイヤで走行できたのは、アプリリアがMotoGPクラス復帰に備えて開発を進めているトラクションコントロールシステムを搭載していたからでは、という推測がなされた。
その後デボンは第12戦チェコGPで2勝目を挙げ、これまでで自己最高となるシリーズランキング4位に入った。
2009年はブルセンスチームに移籍し、250ccクラスフル参戦足掛け10年目のシーズンを迎えた。第9戦ドイツGPで2位に入ったのが唯一の表彰台となり、勝利を挙げることはできずシリーズランキングは10位に終わった。最終戦バレンシアGPでは予選でトップタイムを出した直後に転倒し負傷、ポールポジションを獲得しながらも決勝は欠場となってしまった。
2010年はアジョ・モータースポーツチームから参戦枠を譲り受け、デボン自らが結成した新しいチーム「アエロポルト・デ・カステロ・アジョ」から、FTRモトのシャシーで250ccクラス後継のMoto2クラスに参戦した。開幕戦カタールGPでは2位表彰台に立つ幸先の良いスタートを切ったが、その後は転倒を繰り返して右鎖骨を3度も骨折するなど怪我に苦しむことになった。このシーズンの閉幕後、デボンは現役引退を発表した。

### 引退後の活動
2011年シーズンよりデボンはチームの運営に集中することとなる。Moto2チームの代表として、自らの後継者にはイギリスのケビン・コフランを参戦させる。

## ロードレース世界選手権 戦績
| シーズン | クラス | バイク     | 出走 | 優勝 | 表彰台 | PP | ポイント | 順位 |
| -------- | ------ | ---------- | ---- | ---- | ------ | -- | -------- | ---- |
| 1998年   | 250cc  | ホンダ     | 1    | 0    | 0      | 0  | -        | -    |
| 1999年   | 250cc  | ホンダ     | 3    | 0    | 0      | 0  | -        | -    |
| 2000年   | 250cc  | アプリリア | 16   | 0    | 0      | 0  | 33       | 15位 |
| 2001年   | 250cc  | アプリリア | 16   | 0    | 0      | 0  | 60       | 11位 |
| 2002年   | 250cc  | アプリリア | 16   | 0    | 0      | 0  | 72       | 11位 |
| 2003年   | 250cc  | ホンダ     | 15   | 0    | 0      | 0  | 81       | 11位 |
| 2004年   | 250cc  | ホンダ     | 15   | 0    | 0      | 0  | 82       | 12位 |
| 2005年   | 250cc  | ホンダ     | 16   | 0    | 0      | 0  | 67       | 12位 |
| 2006年   | 250cc  | アプリリア | 5    | 0    | 0      | 0  | 50       | 13位 |
| 2007年   | 250cc  | アプリリア | 4    | 0    | 1      | 0  | 27       | 18位 |
| 2008年   | 250cc  | アプリリア | 16   | 2    | 4      | 2  | 176      | 4位  |
| 2009年   | 250cc  | アプリリア | 15   | 0    | 1      | 2  | 101      | 10位 |
| 2010年   | Moto2  | FTR        | 14   | 0    | 1      | 0  | 73       | 16位 |
| 合計     |        |            | 152  | 2    | 7      | 4  | 822      |      |